# Patricio Loustau
Patricio Hernán Loustau (Lomas de Zamora, Buenos Aires; 15 de abril de 1975) es un ex árbitro internacional de fútbol argentino, que dirigió en la Primera División de Argentina desde agosto de 2009, convirtiéndose en categoría FIFA en 2011.
Estuvo presente en cuatro superclásicos oficiales del fútbol argentino, arbitrando también encuentros de eliminatorias para las Copas Mundiales de la FIFA Brasil 2014, Rusia 2018 y Catar 2022.

## Trayectoria local
Loustau comenzó los estudios en la Asociación del Fútbol Argentino en 1994, que lo tiene en sus filas desde 1998. Debutó en la Primera D en el año 2000, en un encuentro entre Puerto Nuevo y Claypole. 

### Debut en Primera División
El colegiado debutó en la máxima categoría del fútbol argentino el 21 de agosto de 2009, en un partido de la primera fecha del Apertura 2009, entre Gimnasia y Esgrima de La Plata y Godoy Cruz. El partido culminó con un 2:0 a favor de los mendocinos.

### Loustau en el superclásico
Primer superclásico
Loustau arbitró su primer superclásico el 15 de mayo de 2011, en La Bombonera, debido a que el árbitro Héctor Baldassi había sido operado de urgencia de apendicitis. El partido se desarrolló dentro de un contexto especial, ya que River al finalizar el torneo, descendió a la Primera B Nacional. Boca ganó el encuentro 2:0, con un gol en contra de Juan Pablo Carrizo y otro de Martín Palermo, en su último súper. Sobre el final del partido, expulsó a Clemente Rodríguez y a Matías Almeyda, que salió de la cancha besándose la camiseta.
Campeonato 2015, segundo súper
Cuatro años más tarde de la polémica actuación de Loustau, fue designado para el choque por el Campeonato de Primera División de 2015 que también se disputó en tierras Xeneizes. Esta vez, su actuación no dio lugar a reproches, en un partido que Boca también venció a su clásico rival por 2:0, esta vez con goles de Cristian Pavón y Pablo Pérez.
Clásico de verano 2016
El 23 de enero de 2016, arbitró el primer choque del año entre ambos equipos, en el torneo amistoso que se disputa en la ciudad costera de Mar del Plata. En un partido muy caliente, River ganó uno a cero con un gol de Leonardo Pisculichi, tras un penal bien sancionado por el juez. Durante el desarrollo, Loustau mostró nueve tarjetas amarilla y cinco rojas; Silva —a los diez minutos de juego—, Peruzzi y Daniel Díaz por el lado de Boca; y Maidana y Pisculichi, por el bando de River. Fue un clásico que tuvo muy poco de juego, en el que abundó el juego brusco y la violencia.
Primer superclásico oficial del 2016
Loustau salió sorteado para ser el árbitro del primer enfrentamiento oficial entre ambos equipos, en un partido que correspondió a la sexta fecha del Campeonato de Primera División 2016, que culminó en un empate en cero en El Monumental. Durante el encuentro, que contó con un equipo arbitral compuesto por seis colegiados —primer súper oficial en jugarse con árbitros asistentes adicionales—, Loustau amonestó a ocho jugadores, cuatro por equipo. Según la prensa, el juez tuvo una destacada labor.

#### Final superclásica
Mucho se habló del arbitraje en la previa. Sobre todo después de aquel llamado del entonces DT de River, Marcelo Gallardo, a estar con “la guardia alta”, apuntando a la AFA y en línea con la creencia de que los árbitros favorecen a Boca.
El 3 de marzo de 2018, se confirmó que Patricio Loustau sería el encargado de impartir justicia en la final de la Supercopa Argentina 2017, entre Boca Juniors y River Plate, segunda final entre los dos equipos más importantes tras cuarenta y dos años. Dicha designación, se dio a conocer tras una reunión conjunta entre el presidente de AFA, Claudio Tapia, los mandamás de ambos clubes, y Horacio Elizondo, director general de Arbitraje del fútbol argentino. Junto a Loustau, se designaron a Yamil Bonfá y Gustavo Rossi como árbitros asistentes, a Fernando Rapallini como cuarto oficial, y a Facundo Tello y Ariel Penel como árbitros asistentes adicionales, que se ubicarán a los costados de las metas. Por último, también se informó que no se contará con el VAR para la final.
El árbitro, tuvo una correcta actuación según los medios. Durante el transcurso del encuentro, el colegiado sancionó un penal para River, por falta de Cardona sobre Ignacio Martínez a los 28'.

## Trayectoria internacional
El árbitro debutó internacionalmente en lo que a selecciones se refiere el 22 de febrero de 2012, arbitrando en la ciudad de Luque, un Paraguay contra Guatemala, que culminó con 2:1 a favor de los locales. Durante el desarrollo, el colegiado mostró tres tarjetas amarillas.

### Sudamericano Sub-20 2013
Fue designado por la Conmebol como representante argentino para el Campeonato Sudamericano de Fútbol Sub-20 de 2013 que se disputó en su país natal. Durante el campeonato, entre otros encuentros, arbitró el partido final del hexagonal, en el que Colombia venció a  Paraguay y así logró la diferencia de puntos para proclamarse campeón del torneo.

### Copa América Centenario
Loustau fue designado por la Conmebol para la Copa América Centenario, que se disputó en 2016 en Estados Unidos. En dicho certamen, estuvo acompañado por Ezequiel Brailovsky y Ariel Scime como árbitros asistentes, y por Gustavo Rossi como asistente suplente. La terna argentina estuvo presente en tres partidos: dos por fase de grupos (Costa Rica-Paraguay, 0:0 en Orlando; y Uruguay-Venezuela, 0:1 en Philadelphia) y el restante por cuartos de final (Perú-Colombia, 0:0 2:4 en penales en New Jersey).

### Copa Libertadores
Patricio Loustau fue un árbitro de gran prestigio, no solo a nivel local, sino también en las competiciones de clubes organizadas por la Conmebol. Prueba de ello fue su designación como árbitro principal en dos finales de la Copa Libertadores. En 2020, dirigió la final entre Palmeiras y Santos, donde su desempeño fue destacado por los medios, que lo describieron como "un árbitro con mucha personalidad, casi impecable y con un gran trabajo en el campo". Posteriormente, en 2022, estuvo al frente de la final entre Flamengo y Athletico Paranaense, la cual marcó su último partido internacional oficial antes de su retiro.

## Vida personal
Patricio es hijo del también árbitro Juan Carlos Loustau, que participó entre otros torneos en la Copa Mundial de la FIFA Italia 1990, elegido como el segundo mejor árbitro del mundo en dicho año según la IFFHS. Está casado, y tiene tres hijas. Trabaja en el ámbito de la publicidad.